# 기묘한 이야기 (일본의 드라마)
《기묘한 이야기》(世にも奇妙な物語, 영어: Tales of the Unusual)는 후지 TV가 제작한 일본의 드라마, 영화이다. 1990년 제1시리즈, 1991년 제2시리즈, 1992년 제3시리즈가 방영됐으며, 2000년엔 영화로도 만들어졌다. 현재는 매년 봄, 가을에 2시간 분량의 《봄 특별편》, 《가을 특별편》이 방송 중이다.

## 개요
한때 히트한 미국의 텔레비전 영화 '히치콕 극장'이나 '환상특급'의 일본판 리메이크 버전으로, 타모리를 스토리텔러로 맞이해, 배우를 주인공으로 한 복수 작품으로 구성된 옴니버스 형식의 작품이다.
원형은 1989년 10월부터 반년간, 동방송국에서 심야에 방영되고 있던 텔레비전 드라마 '기묘한 사건'(奇妙な出来事)이며, 진행역을 사이키 시게루에서 타모리로 교체해, 골든 타임·프라임 타임에 진출시킨 프로그램으로 있다. 레귤러판은 1990년 4월 19일부터 1992년까지 3기에 걸쳐 방송, 정규 방송 종료 후는, 봄·가을을  중심으로 한 개편기의 특별 프로그램으로서 방송되고 있어, 2020년 7월 11일 방송회의 20여름의 특별편'에서 방송 개시로부터 30년을 맞이했다.
처음부터 수많은 배우나 스탭이 관여하고 있어, 연출이나 작풍도 각각 다르고, 연속 드라마 시대는 회마다 제작회사도 달랐다  . 내용은 당초부터 공포·괴기계가 메인이지만 개그나 코미디, 감동계, SF 및 초현실적인 내용의 작품도 많이 제작되고 있다. 또, 2015년 11월 21일에는 '25주년 스페셜·가을~걸작 부활편~'으로서, 과거에 방송된 시리즈의 리메이크판도 제작되었다.
2011년 7월 24일에 지상 아날로그 방송이 종료됨에 따라, 2010년 7월 5일부터 지상 디지털 방송으로의 완전 이행을 전제로, 아날로그 방송의 모든 프로그램이 화각 16:9의 레터박스 방송으로 이행하기 위해 본 프로그램도 아날로그 방송에서는 2010년 10월 4일 방송분의 '20주년 기념 스페셜'에서 레터박스 방송이 시작됐다.
현재, 본 프로그램은 타모리가 출연하는 유일한 후지TV 계열에 있어서의 정규 프로그램이 되고 있다.

## 영화
2000년에 개봉했으며, 한국에는 〈체스〉편을 제외한 채 2003년에 개봉했다
- 눈 속의 하룻밤 : 야다 아키코, 스즈키 가즈마
- 사무라이의 휴대폰 : 나카이 기이치, 오키나 메구미, 가쓰지 료
- 체스 : 다케다 신지
- 결혼시뮬레이터 : 이나모리 이즈미, 가시와바라 다카시

## 리메이크

### SBS특집 금요 서스펜스(2004년 7월 16일)
- 미드나잇 DJ: 신성우
- 쫓아가고 싶어: 박은혜

### SBS특집 아무도 모르는 이야기(2004년 10월 8일)
- 너무 모르는 남자: 최성국
- 사랑을 빌려 드립니다: 김보경

### 내용주
1. ↑  1996년까지는 겨울 특별편이 제작되었으며 1993년, 1994년에는 여름에도 방영되었다

### 참조주
1. 1 2 3  〈ワイドドラマへの招待〉. 《キャラクター大全 特撮全史 1980-90年代 ヒーロー大全》. キャラクター大全. 講談社. 2020년 1월 7일. 149쪽. ISBN 978-4-06-512925-8.